# Saropogon gigas
Saropogon gigas är en tvåvingeart som beskrevs av Becker och Stein 1913. Saropogon gigas ingår i släktet Saropogon och familjen rovflugor. Inga underarter finns listade i Catalogue of Life.